# Biston parva
Biston parva là một loài bướm đêm trong họ Geometridae.